# 蕾拉·埃爾
蕾拉·埃爾（英語：Layla El，1977年6月25日—），出生於英國倫敦，英國退役摔角手，曾是世界摔角娛樂（WWE）旗下女職業摔角選手，她以蕾拉的擂台名在WWE的時光而聞名，於2006年8月16日加入WWE，
埃爾最初出現在 SmackDown 品牌上，於 2007 年 1 月轉移至ECW。在那裡，她與 Kelly Kelly 和 Brooke Adams 組成了 Extreme Exposé 舞蹈團。 2008 年，她被選入 Raw 品牌，次年，她回到 SmackDown 並與 Michelle McCool 結成聯盟，名為 LayCool。 2010年5月，她首次獲得WWE女子冠軍。她是第一位獲得冠軍的英國女性和第一位 Diva Search 冠軍，並在 2010 年冠軍頭銜退役時成為最終冠軍。2012 年 4 月，她在因缺席一年後歸來後贏得了WWE麗人冠軍，2015 年 1 月，埃爾因不明原因接受了手術，埃爾在 4 月 14 日的主賽事中回歸，她在單打比賽中擊敗了 Emma。同年7 月 29 日，WWE 宣布埃爾決定退出職業摔跤，自從在職業摔角退役後，埃爾一直擔任房地產經紀人